# Стеній
Стеній (дав.-гр. στενός — «вузький») — заключний геологічний період мезопротерозойської ери. Тривав 1.2-1 мільярд років тому.
Назва походить від вузьких поліметаморфічних поясів, сформованих в цьому періоді.
За стенію сформувався суперконтинент Родинія. До цього періоду відносяться найраніші викопні залишки еукаріотів, які розмножувалися статевим шляхом..